# Kazuma Miura
Kazuma Miura é um bandoneonista japonês, considerado um virtuoso deste instrumento.

## Carreira
Miura começou a tocar bandoneón aos dez anos de idade, tendo aulas com Komatsu Ryota.
Em 2006, conheceu Néstor Eude Marconi (considerado o melhor bandoneonista do mundo), no Festival de Música de Beppu Argerich. Miura arrecadou as despesas de viagem para ir à Argentina com a venda dos CDs que fez para si. Desde então, ele estuda com Marconi.
Em 2017, Miura formou o Tokyo Grand Soloists, uma orquestra de câmara própria. Em 2018, ele fez uma turnê Quinteto que realizou shows em onze locais em todo o país comemorando o lançamento de seu mais recente CD Libertango. A turnê foi um grande sucesso. Miura atrai muita atenção de várias esferas como um jovem e talentoso bandoneonista.

## Prêmios e Honrarias
- Em 2008, Miura ganhou o segundo prêmio no Concurso Internacional de Piazzolla, sendo o primeiro japonês e o mais jovem na história da competição.[3]

- Em 2014, recebeu o Prêmio Idemitsu de Música.[3]